# ’Til Death
| Оценки критиков | Оценки критиков |
| Источник        | Оценка          |
| --------------- | --------------- |
| Impericon       | 4/6             |

’Til Death — дебютный альбом австралийской пост-хардкор-группы Capture The Crown. Альбом вышел 18 декабря 2012 года на лейбле Sumerian Records. Альбом достиг 19 позиции в чарте ARIA Heatseekers Albums и в США занял позиции в трёх чартах Billboard — Top Hard Rock (No. 21), Top Heatseekers (No. 7) и Top Independent Albums (No. 25).
Четыре сингла «You Call That a Knife? This Is a Knife!», «#OIMATEWTF», «Ladies & Gentlemen…I Give You Hell!» и «RVG» вышли до релиза альбома.
Это единственный альбом, записанный при участии гитариста Блэйка Эллиса.

## Стиль
Альбом, записанный в жанре металкор, содержит элементы пост-хардкора и большое количество электроники и брейкдаунов. В плане вокальных партий содержится чистый вокал в стиле поп-панка, а также скриминг и гроулинг в стиле дэт-метала.

## Список композиций
| №                   | Название                                      | Длительность |
| ------------------- | --------------------------------------------- | ------------ |
| 1.                  | «The Arrival»                                 | 1:02         |
| 2.                  | «#OIMATEWTF» (при участии Дениса Шафоростова) | 3:37         |
| 3.                  | «Fork Tongued»                                | 3:09         |
| 4.                  | «Ladies & Gentlemen... I Give You Hell»       | 3:51         |
| 5.                  | «LAX»                                         | 2:23         |
| 6.                  | «You Call That a Knife? This Is a Knife!»     | 4:07         |
| 7.                  | «Storm in a Teacup»                           | 3:22         |
| 8.                  | «Help Me to Help You»                         | 3:03         |
| 9.                  | «Deja Vu»                                     | 3:11         |
| 10.                 | «Insomniac»                                   | 4:36         |
| 11.                 | «RVG»                                         | 4:48         |
| 12.                 | «'Til Death»                                  | 4:09         |
| 13.                 | «The Departed 2.0»                            | 3:58         |
| 14.                 | «Welcome to My Worlds» (бонус-трек)           | 2:49         |
| Общая длительность: | Общая длительность:                           | 48:04        |

## Участники записи
Capture The Crown
- Джеффри Уэллфэйр — вокал
- Блэйк Эллис — ритм-гитара
- Джей Мэнзис — соло-гитара
- Крис Шихан — бас-гитара
- Тайлер «Lone America» Марч — ударные

Дополнительный музыкант
- Денис Шафоростов — гостевой вокал в «#OIMATEWTF»

Производственный персонал
- Кэмерон Миззель — продюсирование
- Джои Стёрджис — мастеринг